# Le Grand-Village-Plage
Le Grand-Village-Plage är en kommun i departementet Charente-Maritime i regionen Nouvelle-Aquitaine i västra Frankrike. Kommunen ligger i kantonen Île d'Oléron som ligger i arrondissementet Rochefort. År 2022 hade Le Grand-Village-Plage 1 096 invånare.

## Befolkningsutveckling
| Befolkningsutvecklingen i Le Grand-Village-Plage 1968–2021 | Befolkningsutvecklingen i Le Grand-Village-Plage 1968–2021 | Befolkningsutvecklingen i Le Grand-Village-Plage 1968–2021 | Befolkningsutvecklingen i Le Grand-Village-Plage 1968–2021 | Befolkningsutvecklingen i Le Grand-Village-Plage 1968–2021 |
| ---------------------------------------------------------- | ---------------------------------------------------------- | ---------------------------------------------------------- | ---------------------------------------------------------- | ---------------------------------------------------------- |
|                                                            |                                                            |                                                            |                                                            |                                                            |
| År                                                         |                                                            |                                                            | Folkmängd                                                  |                                                            |
| 1968                                                       | 1968                                                       |                                                            | 697                                                        |                                                            |
| 1975                                                       | 1975                                                       |                                                            | 696                                                        |                                                            |
| 1982                                                       | 1982                                                       |                                                            | 711                                                        |                                                            |
| 1990                                                       | 1990                                                       |                                                            | 718                                                        |                                                            |
| 1999                                                       | 1999                                                       |                                                            | 898                                                        |                                                            |
| 2007                                                       | 2007                                                       |                                                            | 981                                                        |                                                            |
| 2015                                                       | 2015                                                       |                                                            | 1 044                                                      |                                                            |
| 2021                                                       | 2021                                                       |                                                            | 1 084                                                      |                                                            |